# Schwarz (Roman)
Schwarz (Originaltitel: The Dark Tower: The Gunslinger) ist ein 1982 veröffentlichter Roman des US-amerikanischen Schriftstellers Stephen King und bildet den Auftakt der achtbändigen, düsteren Fantasysaga Der Dunkle Turm.

## Inhalt
Roland von Gilead, letzter Revolvermann einer uralten Gilde von ritterähnlichen Gesetzesmännern aus der Linie des Eld, des ersten Revolvermanns, hat seine Jugend und seine durch Verrat und Verfall zerstörte Heimat hinter sich gelassen und ist auf der Suche nach dem dunklen Turm. Dieser Turm ist ein Brennpunkt aller Energie des Universums zwischen den Welten, und seit die Welt sich weiterbewegt hat, scheinen die Dinge dort falsch zu laufen.
Der Mann in Schwarz könnte dem Revolvermann helfen, den Weg zum dunklen Turm zu finden, doch dieser befindet sich auf der Flucht vor Roland, bzw. er lässt sich von ihm verfolgen. Auf dem Weg stellt der mysteriöse Zauberer dem Revolvermann einige Fallen, die Roland aber alle mehr oder weniger umgehen kann. Zuerst lässt er ein Dorf namens Tull in einem religiösen Wahn zurück und Roland bleibt keine Wahl, als alles und jeden in diesem Dorf auszulöschen, bevor er weiterziehen kann. Auch seine Geliebte kommt dabei um.
Schließlich findet er in einem verfallenen und längst aufgegebenen Rasthaus den Jungen Jake, der in seinem alten Leben in New York gestorben ist und so nach Mittwelt, die Wüstenwelt von Roland, gelangt ist. Der Revolvermann nimmt den verängstigten und orientierungslosen Jungen mit auf die Reise, auch wenn er weiß, dass dieser ihn bei der Verfolgung des Mannes in Schwarz aufhält. Was er aber nicht weiß, ist, dass der Mann in Schwarz den Jungen selbst nach Mittwelt geschafft hat, nur um dem Revolvermann eine neue, noch tödlichere Falle zu stellen.
Ihre Reise führt Roland und Jake vorbei an gefährlichen Dämonen und einem uralten Orakel, welches den Jungen in seinen Bann zieht und ihn fast umbringt. Der Revolvermann rettet ihn rechtzeitig und sucht den Steinkreis, in welchem das Orakel haust, selber auf. Er hofft, dass er von dem Orakel etwas über seine Zukunft erfahren kann. Er weiß aber auch, dass das Orakel dafür einen Preis verlangt. Dieser Preis ist Sex. Mit Hilfe der Droge Mescalin kann der Revolvermann aber die Tortur über sich ergehen lassen und so einiges über sein Schicksal erfahren. Schließlich treffen sie tief in den Bergen auf die langsamen Mutanten, denen sie nur mit Mühe entkommen können. Unter den Bergen finden sie Monumente eines längst vergangenen Volkes. Diese scheinen ein verfallenes U-Bahn-Netz darzustellen, dessen verbrauchte Maschinen noch nicht ganz verstummt sind. Doch die Zeit eilt, da die Fährte des Mannes in Schwarz zum ersten Mal seit Rolands langer Suche nach dem dunklen Turm wärmer wird.
Am Ende der unheimlichen Reise durch die Berge stellt der Mann in Schwarz Roland vor eine schwerwiegende Entscheidung. Er offenbart sich zum ersten Mal dem Revolvermann, gleichzeitig droht Jake, in die Tiefen der monumentalen Höhlen zu stürzen. Roland muss sich zwischen dem Jungen, den er inzwischen als seinen symbolischen Sohn betrachtet und dem dunklen Turm und dessen Adjutanten, dem Mann in Schwarz, entscheiden.
Rolands Entscheidung fällt ohne Zögern zu Gunsten des dunklen Turms, und er lässt Jake in der Tiefe der Berge sterben. Die letzten Worte des Jungen, bevor er stürzt, sind: „Dann geh', es gibt andere Welten als diese.“ Rolands Entscheidung bringt ihn endgültig in die unmittelbare Nähe des Mannes in Schwarz, der anscheinend auf ihn und die anstehende Unterredung gewartet hat.
Er erkennt, dass der Mann in Schwarz mehr ist als nur ein Zauberer. Er ist vielmehr der Dämon aus seiner eigenen Jugend. Er gibt sich als Walter aus, der einst gemeinsam mit einem Mann namens Marten Rolands Vater betrogen hat und letztendlich für dessen Tod verantwortlich ist. Doch Walter (resp. der Mann in Schwarz) ist nicht Rolands einziger Gegenspieler. Marten wird von Walter als der „zeitlose Fremde“ beschrieben, ein mächtiger Zauberer, der dazu verdammt ist, rückwärts in der Zeit zu leben. Dieser Zauberer hört auch auf verschiedene andere Namen, wie Maerlyn, John Farson oder Randall Flagg. Flagg selbst ist Stephen Kings persönlicher „Antichrist“, sein personifiziertes Böses, das auch schon in anderen Büchern, wie Die Augen des Drachen oder vergleichbarer The Stand – Das letzte Gefecht sein Unwesen getrieben hat.
Der Mann in Schwarz zieht für Roland sieben Karten aus einem seltsamen Tarotkartensatz, drei von diesen Karten sollen seine drei Gefährten darstellen, die er im Laufe seiner Suche nach dem dunklen Turm noch „ziehen“ muss. Die Karten tragen die Namen „Der Gefangene“, „Die Herrin der Schatten“ und „Der Tod“ („Aber nicht für dich, Revolvermann!“).
Außerdem lüftet der Mann in Schwarz einige Mysterien um den dunklen Turm, seine Beschaffenheit und seinen Sinn. Diese Erklärungen sind aber eher von der Qualität, dass sie mehr Fragen aufwerfen, als sie tatsächlich beantworten. Am Ende des Gesprächs mit dem Mann in Schwarz schläft der Revolvermann ein und erwacht, wie es scheint, erst zehn Jahre später in dem Golgatha ihrer Konversation und erkennt, dass der Mann in Schwarz selbst schon zu Staub zerfallen ist.
Am Ende von Schwarz erreicht Roland schließlich das Westliche Meer.

## Hintergründe

### Inspiration
Im Nachwort von Schwarz erzählt King, dass er schon immer einen langen Roman über eine romantische, quasimittelalterliche Queste (Heldenreise bzw. Âventiure) hatte schreiben wollen. Seine Hauptinspirationen für den ersten Band, den dort eingeführten letzten Revolvermann Roland und seine Welt bezog er aus dem viktorianischen Gedicht Childe Roland to the Dark Tower Came (dt. als Herr Roland kam zum finstern Turm) von Robert Browning, das er in seinem Englischstudium an der University of Maine kennengelernt hatte, aus König Lear von William Shakespeare, aus der keltischen Artussage, sowie aus einem Spaghettiwestern, den er kurz zuvor gesehen hatte.
Mit diesen Inspirationsquellen und der Frage, ob es möglich sei, Western- und mittelalterliche Fantasyliteratur miteinander zu kombinieren, begann King die Arbeit im Jahre 1970. Für die Niederschrift benutzte er einen mysteriösen Stapel an grünem Papier „in einem merkwürdigen Format“, das er in der Universitätsbibliothek gefunden hatte. Er betont im genannten Nachwort, wie das Gefühl von Stille und Einsamkeit in seiner winzigen Wohnung, in der er damals allein lebte und wo das einzige Geräusch „vom Tröpfeln des Schmelzenden Schnees, der in den Dachkanal floß“ kam, ihm bei der schwierigen Arbeit half, in Rolands Welt einzutauchen und den richtigen Ton zu treffen, der sich signifikant von demjenigen seiner Kurzgeschichten oder sonstigen Romane unterscheidet.

### Veröffentlichungsgeschichte
Die einzelnen Kapitel wurden zunächst zwischen 1978 und 1981 als einzelne Novellen in The Magazine of Fantasy and Science Fiction veröffentlicht:
| Kapitel | Erstveröffentlichung | Engl. Originaltitel             | Deutscher Titel                                                                            |
| ------- | -------------------- | ------------------------------- | ------------------------------------------------------------------------------------------ |
| 1       | Okt. 1978            | The Gunslinger                  | Der Revolvermann                                                                           |
| 2       | Apr. 1980            | The Way Station                 | Die Zwischenstation (in der ersten Übersetzung durch Joachim Körber noch als Das Rasthaus) |
| 3       | Feb. 1981            | The Oracle and the Mountains    | Das Orakel und die Berge                                                                   |
| 4       | Juli 1981            | The Slow Mutants                | Die langsamen Mutanten                                                                     |
| 5       | Nov. 1981            | The Gunslinger and the Dark Man | Der Revolvermann und der Mann in Schwarz                                                   |

Die deutsche Erstveröffentlichung der Einzelkapitel fand analog zur amerikanischen statt: Zum in den USA monatlich erscheinenden Magazine of Fantasy and Science Fiction gab es in Westdeutschland halbjährlich erscheinende sogenannte „Auswahlbände“ unter dem Titel Die besten Storys aus THE MAGAZINE OF FANTASY AND SCIENCE FICTION beim Münchner Heyne Verlag (s. The Magazine of Fantasy and Science Fiction#Deutsche Ausgaben). Hier die Daten der Einzelkapitel (selbe deutsche Titel wie in der Liste oben):
| Kapitel | Dt. Auswahlband MFSF                                        | Übersetzer        |
| ------- | ----------------------------------------------------------- | ----------------- |
| 1       | Band 55, Heyne SF 06/3718 (1979, Sterbliche Götter)         | Marcel Bieger     |
| 2       | Band 58, Heyne SF 06/3792 (1980, Grenzstreifzüge)           | Wolfgang Schrader |
| 3       | Band 65, Heyne SF 06/3965 (1983, Cyrion in Bronze)          | Wolfgang Schrader |
| 4       | Band 66, Heyne SF 06/4005 (1983, Im fünften Jahr der Reise) | Jürgen Langowski  |
| 5       | Band 68, Heyne SF 06/4062 (1984, Mythen der nahen Zukunft)  | Andreas Becker    |

Erst 1982 wurden die einzelnen Kapitel zu einem Band zusammengefasst und, da King einerseits fürchtete, dass der gänzlich andere Ton und Stil zu seinen sonstigen Arbeiten seine Fans verschrecken könnte, andererseits aber bereits Ende der 70er zu dem Schluss gekommen war, dass Rolands Welt ihm letztendlich doch zu fremd sei, um seine Geschichte in weiteren Büchern fortzuerzählen und tatsächlich einmal zu einem Ende zu führen, dieser erste Band auf Englisch lediglich in einer geringen Auflage im Verlag Donald M. Grant veröffentlicht.
Erst 1988, ein Jahr nach der englischen Veröffentlichung der Fortsetzung The Drawing of the Three (dt. Drei), erschien eine Taschenbuchausgabe mit höherer Auflage beim Verlag Plume und die erste deutsche Auflage von Schwarz im Heyne Verlag.

### Schwarzals Teil des Zyklus vomDunklen Turm
Im 6. Band, Song of Susannah (dt. Susannah), lässt King sein eigenes fiktives Alter Ego recht deutlich werden, dass er die Geschichte nach dem ersten Band eigentlich nur aufgrund der Hartnäckigkeit seiner Fans fortgeführt habe, die keine Ruhe geben wollten, ehe Rolands Geschichte jeweils fortgesetzt wurde. Im Nachwort des siebten und letzten Bandes The Tower (dt. Der Turm) schreibt King, dass das Ende, nachdem alles wieder begonnen hat, quasi auch eine kleine Rache an diesen nimmersatten Fans sei, die praktisch eine „unendliche Geschichte“ von ihm in einer Welt verlangt hätten, in der er sich nach dem ersten Band und zumindest bis zum 4. oder 5. immer weniger heimisch gefühlt habe.
2003, nachdem King nach über 30 Jahren den Zyklus vom Dunklen Turm doch noch erfolgreich vollendet hatte, erschien auf Englisch wie auf Deutsch eine überarbeitete Version von Schwarz, um eine Angleichung an die neueren Bände zu ermöglichen, u. a. weil einige Details von Rolands Welt in den späteren Bänden abwichen und auch, um epische Vorausdeutungen auf den weiteren Fortgang der Handlung in den späteren Bänden einzubauen. Gleichzeitig verwies King aber auch auf die Notwendigkeit, den Stil des ersten Bandes insgesamt an jenen der späteren anzugleichen.

## Hörbücher
1989 erschien bei Heyne Audio ein Hörbuch von Schwarz, gelesen von Klaus Guth. Zwischen den einzelnen Kapiteln gibt Stephen King (auf Englisch) einige redaktionelle Erklärungen zu den einzelnen Kapiteln ab. Das Hörbuch hat eine Gesamtlaufzeit von 6:30 Stunden und ist aufgeteilt auf 5 Audiokassetten. Heyne Audio brachte dieses Hörbuch 1995 in unveränderter Zweitauflage heraus.
Anfang der 90er Jahre erschien in den USA ein englisches Hörbuch der ursprünglichen Version von Schwarz, gelesen von Frank Muller, auf CD und MC. 2003 erschien ein englisches Hörbuch der überarbeiteten Neufassung des Bandes mit der Stimme von George Guidall.
Im August 2007 erschien ein neues deutsches Hörbuch bei Random House Audio, gelesen von Vittorio Alfieri, das die gesamte Reihe umfasst. Schwarz wird von Alfieri in der Neufassung von 2003 gelesen und ist 8:10 Stunden lang.